# Tyrolean Airways
Tyrolean Airways var et flyselskab fra Østrig med hjemsted i Innsbruck og med et Hub i Flughafen Wien-Schwechat. Tyrolean var et datterselskab af Austrian Airlines og brugte i koncernsammenhæng navnet Austrian Arrows.
| Luftfart | Spire Denne artikel om flyvning er en spire som bør udbygges. Du er velkommen til at hjælpe Wikipedia ved at udvide den. |

47°15′28.4″N 11°21′14.8″Ø / 47.257889°N 11.354111°Ø